# جامعة كاليفورنيا (إرفاين)
جامعة كاليفورنيا، إرفاين هي جامعة بحثية عامة وتقع في إرفاين، كاليفورنيا، الولايات المتحدة الأمريكية وهي واحدة من الجامعات الكبرى في ولاية كاليفورنيا، وتعتبر هذه الجامعة من أكثر جامعات كاليفورنيا طلاباً في مع ما يزيد عن 29,000 طالب وطالبة.
في عام 1960، باعت شركة إيرفاين جامعة كاليفورنيا 1000 فدان (400 هكتارا) من الأراضي مقابل مبلغ رمزي قدره دولار أمريكي واحد لإنشاء الحرم الجامعي الجديد والرئيس الأمريكي ليندون جونسون افتتح الحرم الجامعي في عام 1964. الجامعة هي جامعة بحثية واسعة مع ثماني مدارس المرحلة الجامعية والدراسات العليا مدرستين تقدم 84 درجة دراسية و 98 درجة بكالوريوس وغيرها من الدراسات العليا والمهنية. لدى الجامعة مستوى عال جداً من النشاط البحثي فقد أنفقت الجامعة وحدها مبلغ 324,500,000 دولار أمريكي في نفقات البحث والتطوير في عام 2009، وأدخلت في اتحاد الجامعات الأمريكية في عام 1996.

## أساتذة بارزون
- نغوغي وا ثيونغو